# Strada statale 2 (Croazia)
La strada statale 2 (in croato državna cesta 2; in sigla D2) è una strada statale croata.

## Percorso
La strada D2 è definita da seguenti capisaldi di itinerario: "confine sloveno presso Dubrava Križovljanska - Varaždin - Virovitica - Našice - Osijek - Vukovar - confine serbo presso Ilok".